# Nyctemera tertiana
Nyctemera tertiana är en fjärilsart som beskrevs av Edward Meyrick 1886. Nyctemera tertiana ingår i släktet Nyctemera och familjen björnspinnare. Inga underarter finns listade i Catalogue of Life.